# قتاد شوكي
قَتَاد شوكي الاسم العلمي Astragalus spinosus هو نوع عشبي حولي من جنس القتاد.

## البيئة والانتشار
يكثر نبات القتّاد الشوكي في ليبيا ومصر والجزيرة العربية وسوريا وإيران.

## الأسماء العلمية المرادفة
لا توجد

## الأسماء الأخرى
الجداد, الطقيق, كدّاد, كتّاد, قفعاء شوكية اسطراغالس شوكي.